# Gerhart Evert Pilooth
Gerhart Evert Pilooth, auch Ghert Evert Piloot († Februar 1629), war Bürger zu Emden und Baumeister.

## Leben

Grundriss der Festung Poel um 1700

Über die frühen Lebensjahre ist wenig bekannt. Da er holländischer Capitän genannt wurde, wird vermutet, dass er sich in Holland Kenntnisse im Festungsbau erwarb. Der Namen Pilooth bedeutet ‚Lotse‘. Die Witwe eines gewissen Gerd Everts Piloot, wohl seines Vaters, ersuchte 1617 die Unterstützung der Stadt Emden für sie und ihre Kinder.
Bereits 1602 war er als Landvermesser tätig. In diesem Jahr arbeitete er im Außenland der Insel Ulsda bei Beerta im Oldambt. Drei Jahre später hat er im Auftrag der Partizipanten zusammen mit dem gräflichen Landvermesser Heinrich Münting den neubedeichten Polder Altbunderneuland bei Neuschanz vermessen. Als Belohnung bekam er ein Grundstück, das noch 1626 im Besitz seines Sohnes Gerrit Everts war. 1607 war er bei der Vermessung von Neuland am Dollart zur Aufteilung des Landes zwischen der Stadt Emden und der niederländischen Provinz Groningen tätig.
Spätestens seit 1606 hat er für Graf Enno III. von Ostfriesland Festungsbauten geplant und realisiert, zuerst war er an dem Ausbau der Emder Wall beteiligt. Im März dieses Jahres wurde er für Graftbauten am Roten Siel bezahlt. Um 1612 folgte er dem Ruf Herzog Adolf Friedrichs I. nach Mecklenburg, der ihn an Martini als Baumeister anstellte, um auf der Insel Poel in der Wismarer Bucht eine Festungsanlage mit Schloss zu errichten. In dieser Zeit entwarf Pilooth einen Plan vom Ordenshause der Komturei Kraak, aus dem sich Adolf Friedrich ein Jagdschloss für die Wildbahn bei Jessenitz anlegen wollte. Zur selben Zeit arbeitete er an Erneuerungsplänen für das Schweriner Schloss. Von Winter 1612 bis Frühjahr 1613 musste er noch einmal nach Ostfriesland reisen, um Graf Ennos Bauten fertigzustellen.
1613 schrieb er ein Gutachten für den Sielacht Termunten im Groningerland, in dem er riet eine Stauschleuse in der Ortschaft 't Waar zu bauen. Als Mitglied der reformierten Kirche wurde er wegen des Verursachens von ‚Ärger‘ in diesem Jahr ermahnt.
Nach seiner Rückkehr nach Mecklenburg arbeitete er wieder an den Plänen für die Poeler Festungsanlagen, die der Herzog Anseeburg nennen wollte. An Neujahr 1614 begann der Bau, der um 1618 fertiggestellt werden konnte. Zu Pilooths Aufgaben gehörte neben der Bauplanung und -ausführung auch die Anlage des Schweriner Schlossgartens, die Ausstattung der Gebäude sowie der Bau zweier kleiner Kriegsschiffe. 1620 galt die Festung als verteidigungsbereit.
Bereits am 3. April 1619 hatte der Herzog den seit 1617 mit seiner Frau auf der Insel wohnenden Pilooth zum „Capitän auf unser Vestung Pöle und über unsere Schiffe, auch für unseren General-Baumeister und Ingenieur in unserm Fürstenthum und Landen“ ernannt. Ab 1619 widmete sich Pilooth parallel wieder den Neuplänen für das Schweriner Schloss. 1621 entwarf er einen Plan für die Schiffbarmachung der Elde oberhalb des Einflusses in den Plauer See.
Im Oktober 1622 reiste Pilooth wieder nach Ostfriesland zu Graf Enno, um dort ein neues Gebäude in Aurich zu errichten.
Am 24. April 1627 begutachtete Pilooth gemeinsam mit dem Herzog Schloss und Stadt Schwerin auf ihre Verteidigungsfähigkeit hin und entwarf einen Plan für eine neue Schanze auf der gegenüberliegenden Seite des Sees.
Pilooth konnte auch nach der Eroberung der Festung Poel durch kaiserliche Truppen dort wohnen bleiben und baute in deren Auftrag im Winter 1627/28 die von den Dänen zerstörte Brücke zum Festland wieder auf. Kurz darauf scheint er die Insel verlassen zu haben, da er in Berichten nicht mehr erwähnt wird.

## Werke

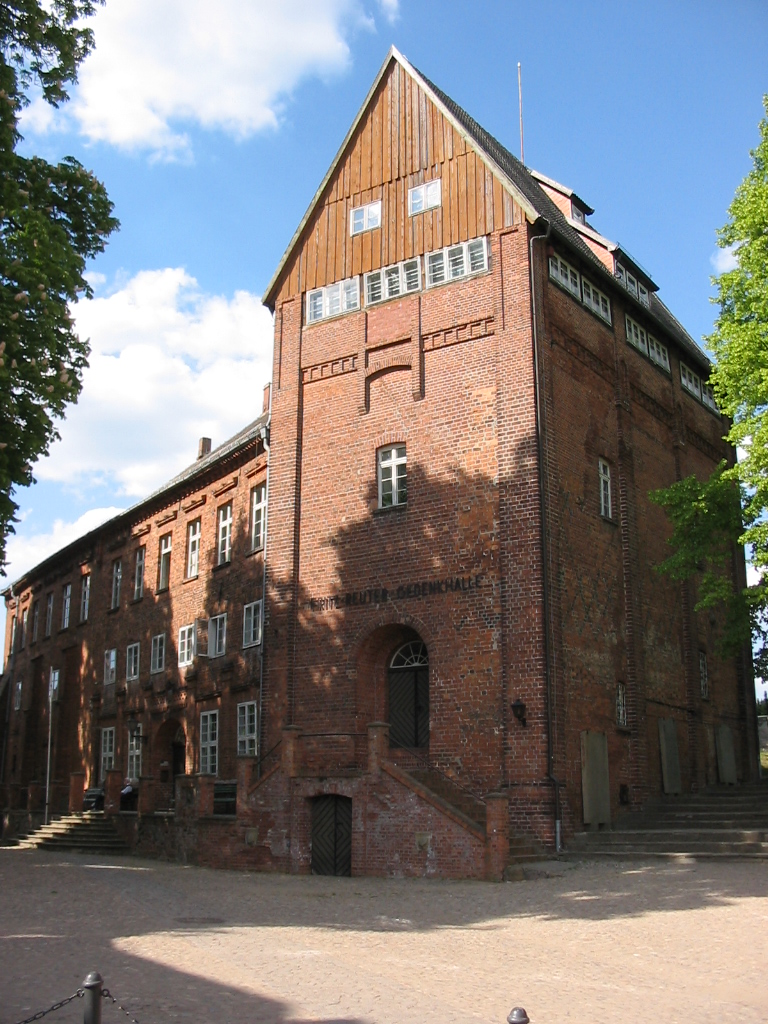
Kommandantenhaus und Festungsturm der Festung Dömitz

- ab 1606: weiterer Ausbau des Emder Walls im Norden der Stadt
- 1617: Arbeiten am Schweriner Schloss, Wiederaufnahme 1635 bis 1643, Bau des Hauses über der Schlossküche, Aufstockung des Hauses über der Schlosskirche, Fassadenumbau im Stile der Niederländischen Renaissance
- ab 1618/1619: Neues Schloss Neustadt-Glewe
- um 1620: Kommandantenhaus und Festungsturm der Festung Dömitz[3]

## Schriften
- Karte der Elde, 1612
- Annotitie des ausgelechten Werkes. Aufriss der Befestigungsanlagen der Stadt Emden vom 22. Januar 1615. Der Plan befindet sich im „Trifolium aureum“ der Stadt Emden unter Nr. 24.